# Falsterbohalvöns havsområde
Falsterbohalvöns havsområde är ett naturreservat och natura 2000-område i Vellinge kommun i Skåne län.
Området är naturskyddat sedan 1992 och är 41 399 hektar stort. Reservatet består av långgrunda sandbottnar, ålgräsängar, utanför Falsterbohalvön. 
Vatten och vind omformar stränderna kring Falsterbohalvön. Laguner och revlar bildas och försvinner. I kustvattnet kring Falsterbohalvön ligger vrak från båtar från medeltiden.  
Delar av Falsterbohalvöns havsområde och angränsande reservat har beträdnadsförbud under vissa delar av året. 